# 细赤箭
细赤箭（学名：Gastrodia gracillis）为兰科赤箭属下的一个种。